# Novi Bečej
Novi Bečej (en serbe cyrillique Нови Бечеј ; en hongrois : Törökbecse ; en allemand :  Neu-Betsche) est une ville et une municipalité de Serbie situées dans la province autonome de Voïvodine. Elles font partie du district du Banat central. Au recensement de 2011, la ville comptait 13 123 habitants et la municipalité dont elle est le centre 23 847.

## Nom et histoire
Le nom de Novi Bečej signifie « le nouveau Bečej ». Autrefois, la ville était connue sous le nom de Bečej, tandis que l'actuelle ville de Bečej, de l'autre côté de la rivière Tisza, était connue sous le nom de Stari Bečej, « le vieux Bečej ».
Novi Bečej est mentionné pour la première fois en 1091. Au XVe siècle, la ville fit partie des possessions du despote serbe Đurađ Branković. Pendant la période ottomane (1660-1666), elle était peuplée par des Serbes.
Depuis la fin de l'occupation ottomane jusqu'en 1918, la ville fait partie de la monarchie autrichienne (empire d'Autriche), dans le district du Banat de Temes en 1850 ; après le compromis de 1867, dans la Transleithanie, au royaume de Hongrie.

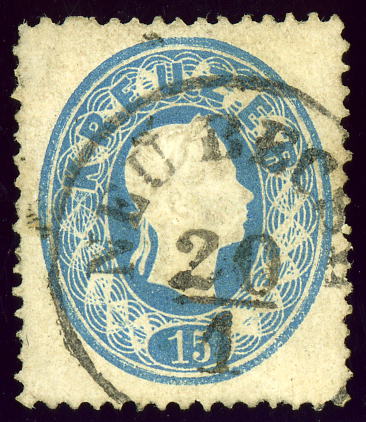
NEU BECSE dans l'empire d'Autriche en 1861 (nom allemand)
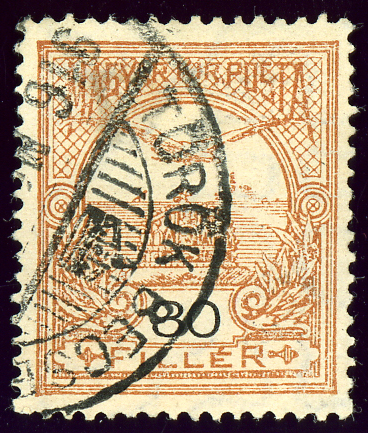
TÖRÖK BECSE dans le royaume de Hongrie en 1916 (nom hongrois)

En 1918, elle est rattachée au royaume des Serbes, Croates et Slovènes qui, en 1929, devient le royaume de Yougoslavie. Elle connait ensuite les vicissitudes historiques du reste du pays.
La réunion des deux parties de la ville se fait en 1954, sous le nom de Vološinovo.

## Localités de la municipalité de Novi Bečej

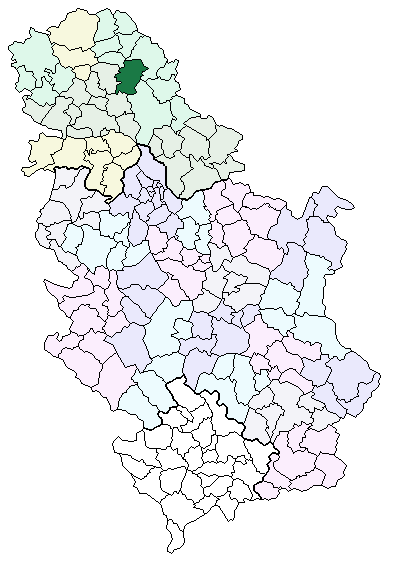
Localisation de la municipalité de Novi Bečej en Serbie
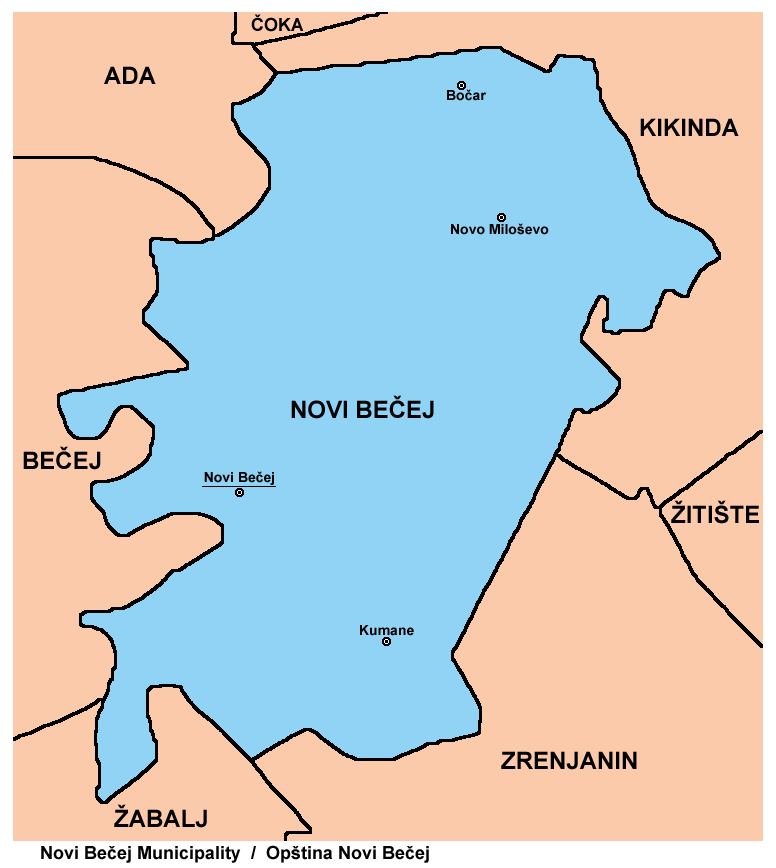
Localités de la municipalité de Novi Bečej

La municipalité de Novi Bečej compte 4 localités :
- Bočar
- Kumane
- Novi Bečej
- Novo Miloševo

Novi Bečej est officiellement classée parmi les « localités urbaines » (en serbe : градско насеље et gradsko naselje) ; toutes les autres localités sont considérées comme des « villages » (село/selo).

## Démographie

### Ville

#### Évolution historique de la population dans la ville
| 1948   | 1953   | 1961   | 1971   | 1981   | 1991   | 2002   | 2011   |
| ------ | ------ | ------ | ------ | ------ | ------ | ------ | ------ |
| 15 644 | 16 303 | 16 378 | 16 075 | 16 091 | 15 404 | 14 452 | 13 123 |

### Municipalité

#### Répartition de la population dans la municipalité (2002)
Toutes les localités de la municipalité possèdent une majorité de peuplement serbe.

## Politique
À la suite des élections locales serbes de 2008, les 30 sièges de l'assemblée municipale de Novi Bečej se répartissaient de la manière suivante :
| Parti                       | Sièges |
| --------------------------- | ------ |
| Parti libéral-démocrate     | 10     |
| Parti radical serbe         | 9      |
| Pour un Novi Bečej européen | 5      |
| Coalition hongroise         | 2      |
| Ensemble pour la Voïvodine  | 1      |
| Autres                      | 3      |

Milivoj Vrebalov, membre du Parti libéral-démocrate de Čedomir Jovanović, a été réélu président (maire) de la municipalité. Dobrivoj Raškov, membre  de Pour un Novi Bečej européen, variante locale de la coalition Pour une Serbie européenne, soutenue par le président Boris Tadić, a été élu président de l'assemblée municipale.

## Tourisme

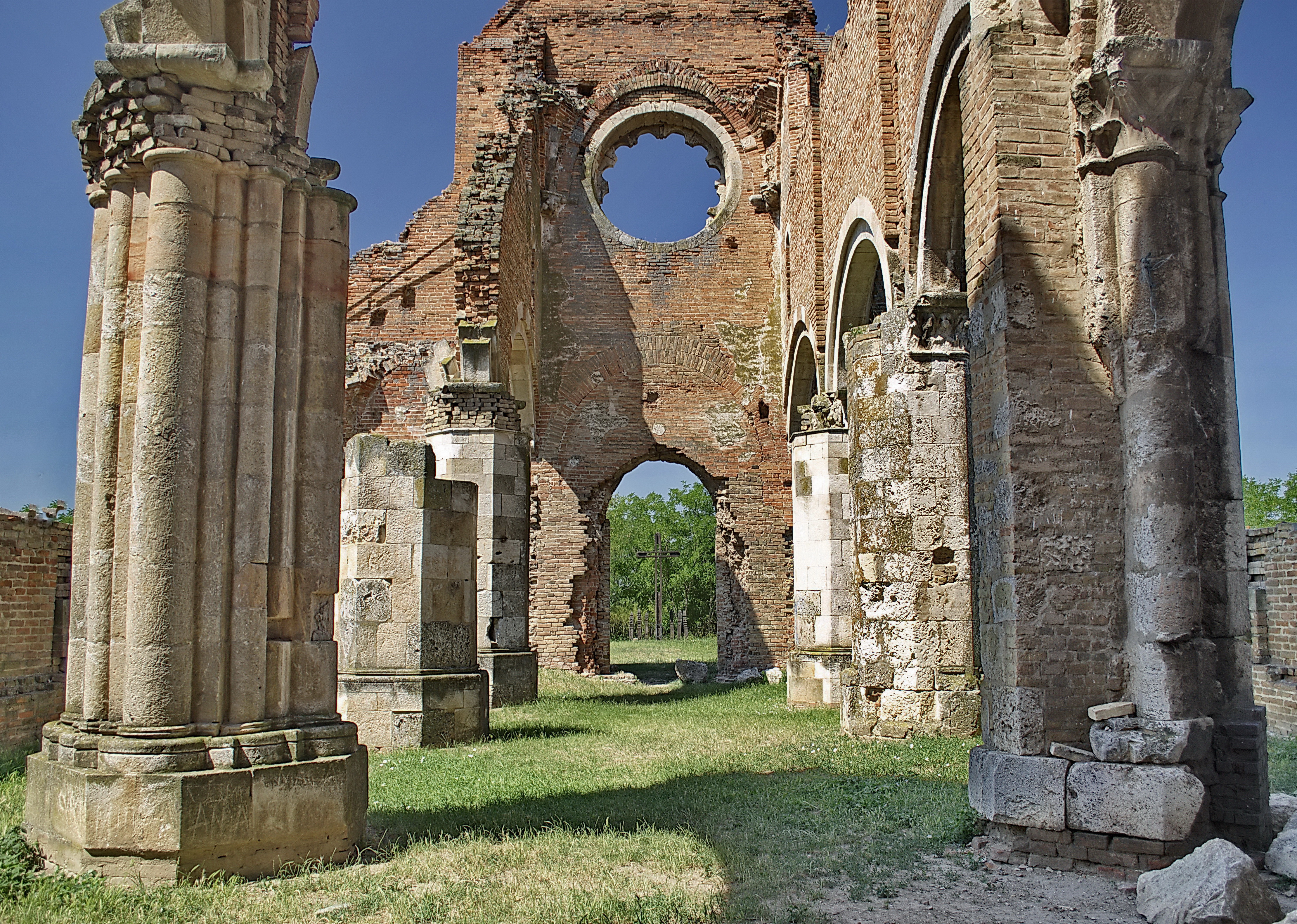
Ruines de l'église Saint-Michel-Archange d'Arača

Sur le territoire du village de Novo Miloševo, près de Novi Bečej, se trouvent les ruines de l'église Saint-Michel-Archange d'Arača ; cette église bénédictine a sans doute été construite à la fin du XIIe siècle ou au début du XIIIe siècle et elle a été pillée et brûlée par les Ottomans en 1551 ; elle figure sur la liste des monuments culturels d'importance exceptionnelle de la République de Serbie.
- Château de Gedeon Rohonczy
- Château Sokolac
- Grenier à Novi Bečej
- Bibliothèque nationale de Novi Bečej
- Chapelle Saint-Georges à Novi Bečej

## Coopération internationale
- Mezőtúr (Hongrie)